# Escribónia
Escribónia (português europeu) ou Escribônia (português brasileiro) (ca. 68 a.C. — ca. 16) foi uma das esposas de Otaviano, o futuro imperador romano Augusto. Era filha de Sêntia e de Lúcio Escribónio Libão, pretor em 80 a.C. O seu irmão, Lúcio, foi eleito cônsul em 34 a.C..

## História
Escribônia foi casada três vezes. Casou pela primeira vez com Cneu Cornélio Lêntulo Marcelino, que se tornou cônsul em 56 a.C.. Não se sabe ao certo se ficou viúva deste marido ou se se divorciou dele. Com ele teve um filho, Cornélio Marcelino, que faleceu antes de atingir a idade adulta. O seu segundo marido foi um Públio Cornélio Cipião, um aliado de Pompeu. Com ele teve dois filhos, Públio Cornélio Cipião, cônsul em 16 a.C., e Cornélia, que se casou com censor Lúcio Emílio Lépido Paulo. Esta filha viria a falecer já depois de casada e com filhos. 
Em 40 a.C., já divorciada, Escribónia casou com Otaviano, dezessete anos mais novo. Ele também se divorciou de Clódia Pulcra, sua primeira esposa. O casamento servia objectivos políticos, já que Escribónia era tia de Sexto Pompeu, que pretendia reforçar os seus laços políticos com Otaviano. O casamento terminou no ano seguinte, quando Augusto pediu o divórcio para poder casar com Lívia, uma jovem de dezoito anos, casada, já com um filho e grávida. Seria contudo com Escribónia que Augusto teria a sua única filha, Júlia. Como estava estabelecido em Roma, Júlia ficou com o pai e com a sua madrasta. 
Apesar da afastada da filha (que entretanto tinha casado com Tibério), trinta e sete anos depois, no ano 2 d.C., Escribónia decidiu acompanhá-la no seu exílio para a ilha de Pandatária. Este exílio era a pena que Júlia tinha que cumprir pelo crime de adultério, tendo sido acusada pelo próprio pai. Cinco anos depois, Escribónia e Júlia foram autorizadas a mudar-se para Régio, onde residiram durante dez anos, até à morte de Júlia.
Em 16 d.C. um sobrinho-neto de Escribónia, Marco Escribônio Libão Druso, foi acusado de conspirar contra Tibério, com base na posse de uma lista que tinha o nome de membros da família imperial marcados. Marco foi condenado à morte, tendo Escribónia recomendado-lhe que enfrentasse o castigo em vez de se suicidar. Marco não seguiu o conselho e optou pelo suicídio. A partir daqui não se sabe mais nada sobre Escribónia.